# 총각김치
총각김치(總角--)는 총각무로 담근 김치이다. 굵기가 손가락만한 또는 그보다 조금 큰 어린 총각무를 무청째로 여러 가지 양념을 하여 버무려 담근다. 총각무는 알타리무, 달랑무 등으로도 불리기 때문에 총각김치를 알타리 김치 등으로 부르기도 한다.

## 역사
총각김치의 총각은 우리말이 아닌 한자어이다. 임진왜란 당시 조선군이 사용한 총통은 빗물이 들어가면 녹이 슬어 총구를 총마개로 막아야 했지만, 전쟁터에서 총마개를 잃어버린 병사들은 밭에 있는 작은 무로 총구를 막았다. 그 무를 총, 총 껍질 각의 한자어로 써 총각무로 불렀다. 또한, 총각무 모양새가 조선시대 미혼 남자가 상투 대신 머리를 땋은 모습과 비슷하기에, 총각김치라는 이름이 붙여졌다.
하지만 '총각김치'란 말은 18세기 '증보산림경제'에 처음으로 나온다. 총각무는 알타리무, 달랑무 등 이름이 여러 가지지만, 1988년 표준어 규정 개정 때 '총각무'를 표준어로 채택했다.

## 영양
국가표준식품성분표의 총각김치 항목에 의하면, 총각김치는 1회 제공량 40g을 기준으로 열량 14.8Kcal로, 탄수화물 2.24g, 단백질 0.92g, 지방 0.24g, 나트륨 270.4mg의 영양 분포를 보인다. 당류, 콜레스테롤, 포화지방산, 트랜스지방산 등은 함유되어 있지 않다.
| 열량     | 14.8Kcal |
| -------- | -------- |
| 탄수화물 | 2.24g    |
| 단백질   | 0.92g    |
| 지방     | 0.24g    |
| 나트륨   | 270.4mg  |

## 만드는법
총각김치의 재료와 만드는 방법은 다음과 같다.
- 재료: 총각무, 고추가루, 소금, 찹쌀, 액젓, 새우젓, 마늘, 양파, 설탕, 쪽파 등
- 밑간: 총각무를 소금물에 두어시간 절인다.
- 찹쌀을 쑤어 찹쌀풀을 만든다.
- 양파와 마늘을 다지고 액젓, 새우젓, 고춧가루와 함께 섞어 양념장을 만든다.
- 절인 총각무에 쪽파 등의 곁들임 채소를 다듬어 넣고 양념장을 바른다.
- 버무린 총각무를 정리하여 통에 넣고 숙성시킨다.
- 실온에서 이틀 정도 지나면 익기 시작한다.

## 같이 보기
- 총각깍두기
- 총각동치미